# The Music Explosion
The Music Explosion war eine US-amerikanische Pop-Band aus Mansfield, Ohio, die von den Produzenten Jerry Kasenetz und Jeff Katz für ihr Label Buddha Records entdeckt wurden und deren neuen Bubblegum-Sound verbreiten sollten.

## Geschichte
Kasenetz und Katz sowie Elliot Chipruit produzierten den Song Little Bit O’Soul, der Mitte 1967 ein Hit wurde (Platz 2 der US-Charts) und den Weg bereitete für spätere Bubblegum-Gruppen wie Ohio Express oder 1910 Fruitgum Company.
Little Bit O’Soul wurde ein Millionenseller und blieb der einzige große Hit der Gruppe (Der Nachfolger Sunshine Games schaffte es nur noch 5 Wochen bis auf Platz 70 in die Top-100 der US-Charts). Geschrieben wurde der Song im Übrigen von John Carter und Ken Lewis, die als Songwriter weitere große Erfolge u. a. mit The Ivy League oder Herman’s Hermits feierten.

## Mitglieder
- James „Jamie“ Lyons (Gesang, Percussion)
- Donald Atkins (Gitarre)
- Richard Nesta (Gitarre)
- Burton Sahl (Bass)
- Robert Avery (Schlagzeug)

## Diskografie

### Alben
| Jahr | Titel Album       | Höchstplatzierung, Gesamtwochen, AuszeichnungChartsChartplatzierungen (Jahr, Titel, Album, Platzierungen, Wochen, Auszeichnungen, Anmerkungen) | Anmerkungen |
| Jahr | Titel Album       | US | Anmerkungen |
| ---- | ----------------- | --- | ----------- |
| 1967 | Little Bit O’Soul | US178 (2 Wo.)US |             |

### Singles
| Jahr | Titel Album                      | Höchstplatzierung, Gesamtwochen, AuszeichnungChartplatzierungen (Jahr, Titel, Album, Platzierungen, Wochen, Auszeichnungen, Anmerkungen) | Höchstplatzierung, Gesamtwochen, AuszeichnungChartplatzierungen (Jahr, Titel, Album, Platzierungen, Wochen, Auszeichnungen, Anmerkungen) | Anmerkungen |
| Jahr | Titel Album                      | DE | US | Anmerkungen |
| ---- | -------------------------------- | --- | --- | ----------- |
| 1967 | Little Bit O’Soul                | DE35 (4 Wo.)DE | US2 Gold · (16 Wo.)US |             |
| 1967 | Sunshine Games Little Bit O’Soul | — | US63 (5 Wo.)US |             |